# Юнгінген
Юнгінген (нім. Jungingen) — громада в Німеччині, знаходиться в землі Баден-Вюртемберг. Підпорядковується адміністративному округу Тюбінген. Входить до складу району Цоллернальб.
Площа — 9,33 км2. Населення становить 1373 ос. (станом на 31 грудня 2020).